# Naïma Ben Ali
Pour les articles homonymes, voir Ben Ali (homonymie).
Naïma Ben Ali (arabe : نعيمة بن علي), née Naïma Kefi (نعيمة الكافي), morte le 9 avril 2025, est la première épouse du président tunisien Zine el-Abidine Ben Ali et la Première dame de ce pays de 1987 à 1988.
Elle porte le même nom que Naïma Ben Ali, la sœur du président.

## Biographie
Naïma Ben Ali est la fille du général Mohamad Kefi. Une zone d'ombre entoure les circonstances de sa rencontre avec Ben Ali qu'elle épouse en 1964.
Le couple a trois filles, : 
- Ghazoua Ben Ali, née le 8 mars 1963 au Bardo[3], mariée à l'homme d'affaires Slim Zarrouk ;
- Dorsaf Ben Ali, née le 5 juillet 1965 au Bardo[3], mariée à Slim Chiboub[4] ;
- Cyrine Ben Ali, née le 21 août 1971 au Bardo[3], mariée en 1996 à l'homme d'affaires Marouane Mabrouk (couple divorcé)[5].

Ils divorcent en 1988 avant que Ben Ali ne se remarie en secondes noces en 1992 avec Leïla Trabelsi.
Elle meurt le 9 avril 2025 à l'âge de 80 ans.